# (1250) Galanthus
(1250) Galanthus est un astéroïde de la ceinture principale découvert le 25 janvier 1933 par l'astronome allemand Karl Wilhelm Reinmuth. Le lieu de découverte est Heidelberg (024). Sa désignation provisoire était 1933 BD. Son paramètre de Tisserand est de 3.341.
Il tire son nom du genre de plantes à fleurs Galanthus dont le perce-neige est une espèce.